# Internační tábor Hanke
Internační tábor „Hanke“ byl zřízen v roce 1945 v Ostravě pro německé obyvatelstvo. Celkem prošlo táborem kolem 700 lidí, z toho více než 230 lidí bylo zabito bez řádného soudu, mnohdy navíc sadistickými metodami. Koncem léta 1945 byli všichni vězni převezeni do ostatních táborů a tábor „Hanke“ byl zrušen.